# Carlos Morales Santos
Carlos Leonardo Morales Santos (ur. 11 kwietnia 1968 w Asunción) – paragwajski piłkarz grający na pozycji lewego pomocnika.

## Kariera klubowa
Morales urodził się w Asunción, ale przez całą piłkarską karierę występował w Argentynie. Jego pierwszym klubem był zespół CA Independiente, w którym zadebiutował w dorosłym futbolu i grał do 1992 roku. Wtedy też przeniósł się do drużyny Gimnasia y Esgrima La Plata, ale i tam i w następnym zespole, Newell’s Old Boys, był tylko rezerwowym. W 1994 roku został piłkarzem Gimnasia y Esgrima Jujuy. Tam występował w podstawowym składzie i przez kolejne 5 sezonów był podstawowym zawodnikiem tej drużyny. W 1999 roku odszedł do Cólonu Santa Fe i tam grał przez trzy lata. W 2002 roku wrócił do Gimnasia y Esgrima Jujuy, a rok później został zawodnikiem grającego w trzeciej lidze Racingu Córdoba. W latach 2004–2006 grał w San Martín Tucumán, a karierę kończył w zespole Central Norte z miasta Salta.

## Kariera reprezentacyjna
W reprezentacji Paragwaju Morales zadebiutował w 1997 roku. W 1998 został powołany przez selekcjonera Paula Césara Carpegianiego do kadry na Mistrzostwa Świata we Francji. Tam był rezerwowym zawodnikiem i rozegrał tylko jedno spotkanie: zremisowane 0:0 z Bułgarią, które było jego ostatnim w drużynie narodowej.